# Volvo PV544

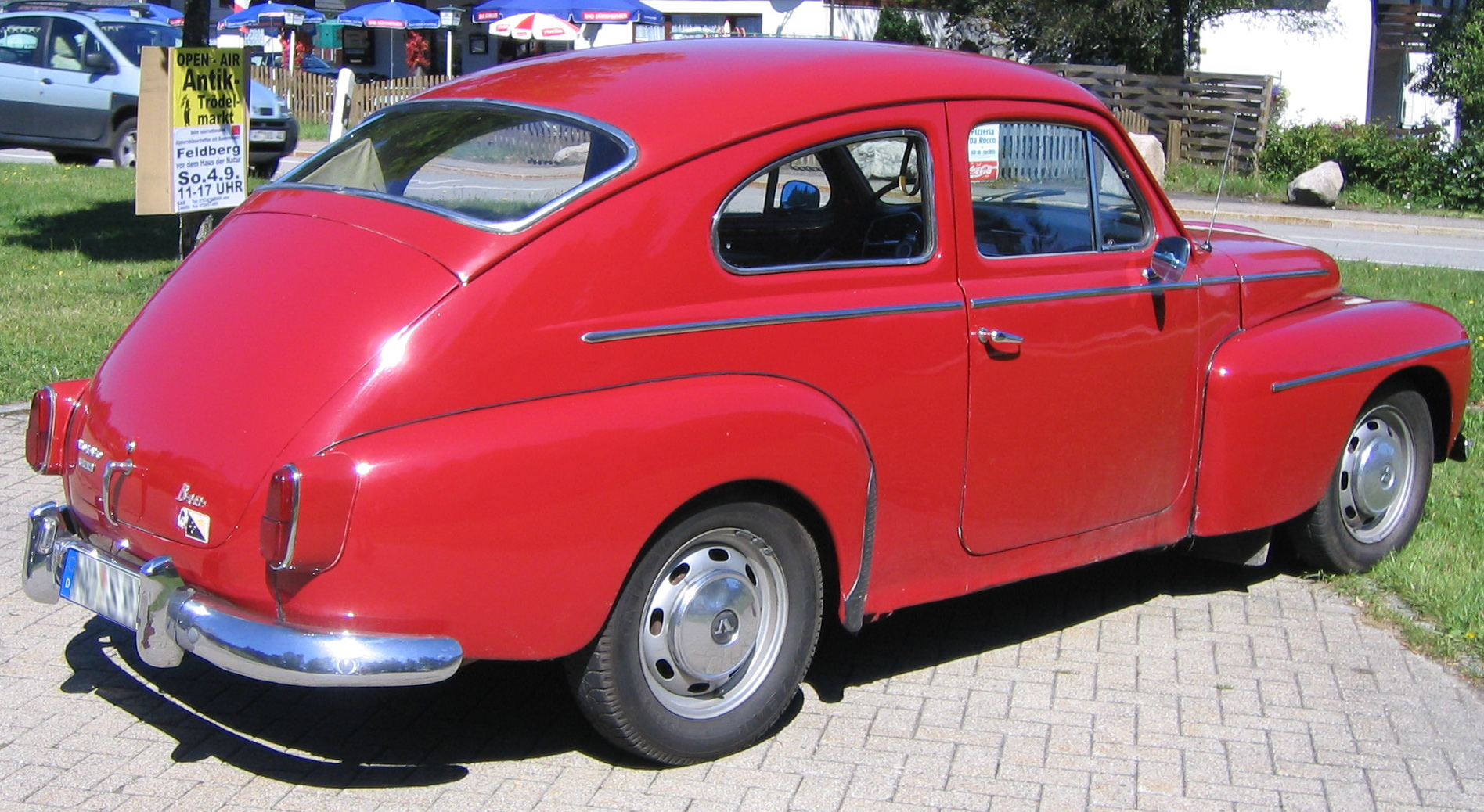
"Katterug"

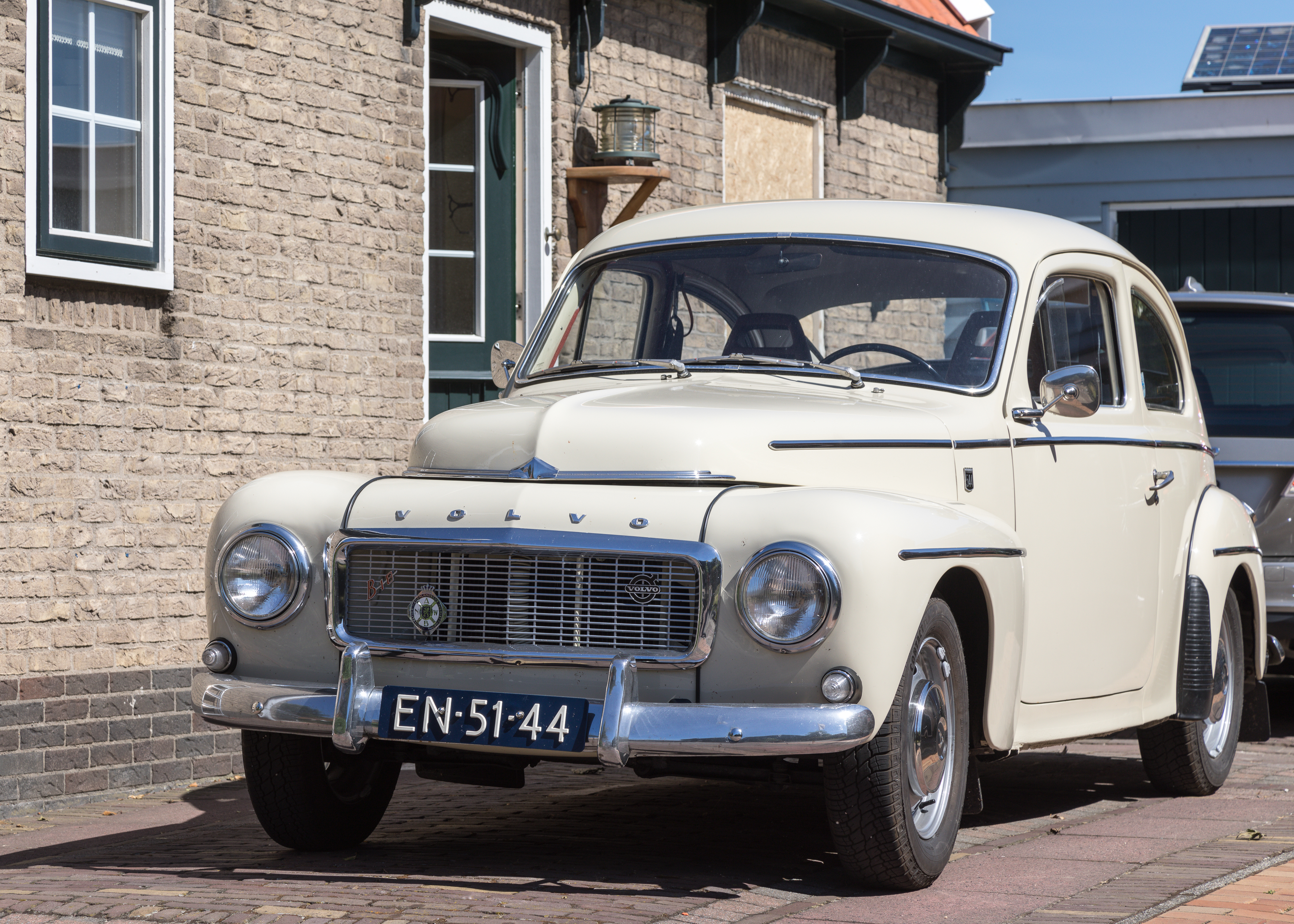
Volvo PV 544 in Nederland

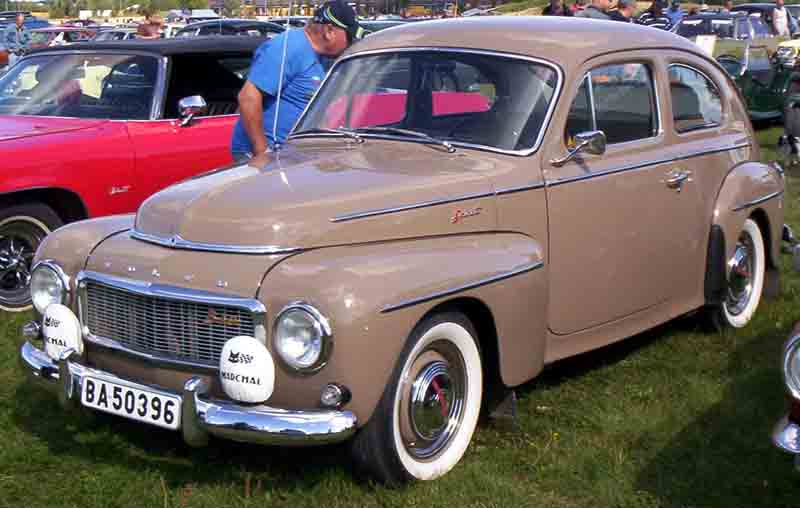
PV 544 "Sport"

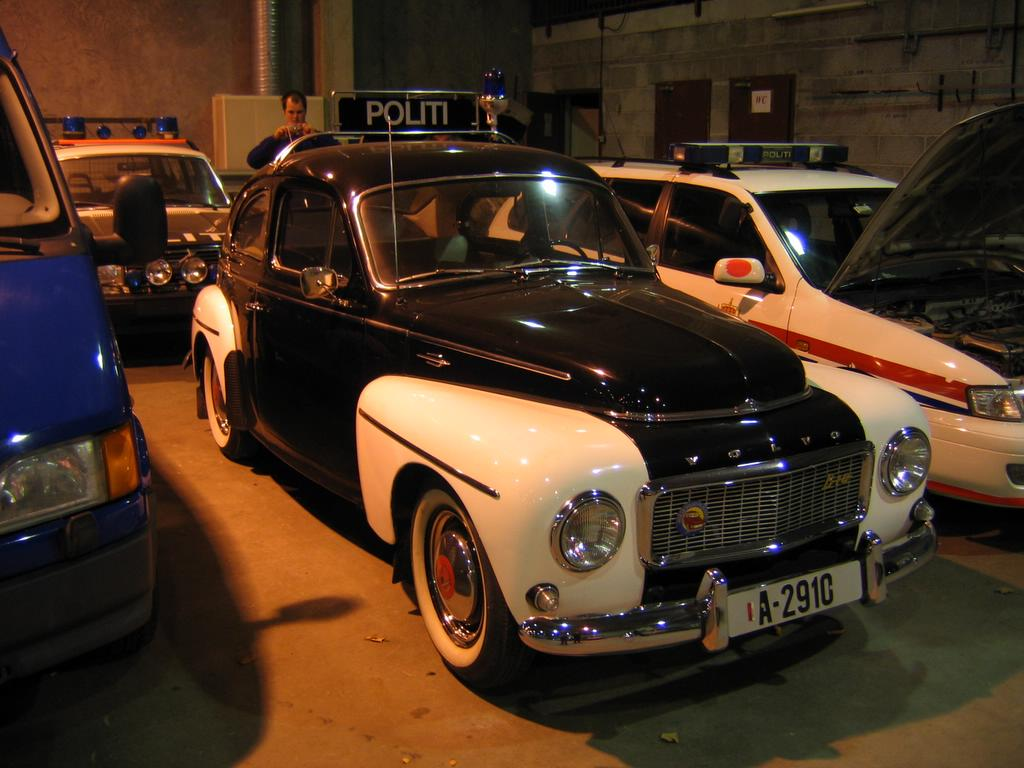
Noorse politieuitvoering

De Volvo PV544 alias "Katterug" (tweede versie) is een personenauto geproduceerd tussen 1958 tot 1965 door Volvo.

## Algemeen
De PV544 werd parallel aan de Amazon geproduceerd. De Amazon was weliswaar bedoeld als opvolger voor de populaire Volvo PV444, wat een echte "volksauto" was, maar de Amazon bleek voor veel PV444-rijders te luxe en (dus) te duur. Als tussenoplossing kwam Volvo met de PV544. Pas in 1965 werd de 544 afgelost door de Amazon Favorit, een "uitgeklede" versie van de Amazon.
De 544 was een gemoderniseerde versie van de Volvo PV444 en was, qua techniek, eigenlijk een andere auto. Beide auto's komen qua uiterlijk en carrosserie duidelijk uit dezelfde Volvo PV-serie.
De verschillen tussen de 544 en de 444 bestaan hoofdzakelijk uit:
- Modernere techniek,
- Moderner interieur (gebaseerd op de Amazon),
- Beduidend groter glasoppervlak,
- Grotere achterlichten,
- Moderne grille.

De auto was leverbaar in drie uitvoeringen: Favorit (lees: standaard), Special en Sport. Tegenwoordig is de auto zeer geliefd bij verzamelaars.
Met de modernisering van de 544 uit de 444-serie werd ook de op deze auto gebaseerde Volvo Duett aangepast.

## Techniek
Bron: Vraagbaak voor uw Volvo, P. Olyslager, Kosmos-Z&K uitgevers, Utrecht 1963

### Motoren
Het onderscheid in vermogen van de A-, B- en D-motoren werd in hoofdzaak bereikt door de toepassing van 1 of 2 carburateurs, andere nokkenassen en het verschil in de compressieverhouding.
| Alle motoren zijn vloeistofgekoelde, 4-cilinder lijnmotoren voorzien van kopkleppen, bediend door een onderliggende nokkenas door middel van stoterstangen. | Alle motoren zijn vloeistofgekoelde, 4-cilinder lijnmotoren voorzien van kopkleppen, bediend door een onderliggende nokkenas door middel van stoterstangen. | Alle motoren zijn vloeistofgekoelde, 4-cilinder lijnmotoren voorzien van kopkleppen, bediend door een onderliggende nokkenas door middel van stoterstangen. | Alle motoren zijn vloeistofgekoelde, 4-cilinder lijnmotoren voorzien van kopkleppen, bediend door een onderliggende nokkenas door middel van stoterstangen. | Alle motoren zijn vloeistofgekoelde, 4-cilinder lijnmotoren voorzien van kopkleppen, bediend door een onderliggende nokkenas door middel van stoterstangen. | Alle motoren zijn vloeistofgekoelde, 4-cilinder lijnmotoren voorzien van kopkleppen, bediend door een onderliggende nokkenas door middel van stoterstangen. | Alle motoren zijn vloeistofgekoelde, 4-cilinder lijnmotoren voorzien van kopkleppen, bediend door een onderliggende nokkenas door middel van stoterstangen. |
| Type | Cilinderinhoud | Vermogen (DIN) | Koppel (DIN) | Vermogen (SAE) | Koppel (SAE) | Periode |
| --- | --- | --- | --- | --- | --- | --- |
| B16A in PV544 Favoriet & Special | 1580 cm³ | 60 pk bij 4500 toeren/min | 113 Nm bij 2500 toeren/min | 66 pk bij 4500 toeren/min | 118 Nm bij 2500 toeren/min | Van 1958 tot 1961 |
| B16B in PV544 Sport | 1580 cm³ | 76 pk bij 5500 toeren/min | 115 Nm bij 3300 toeren/min | 85 pk bij 5500 toeren/min | 120 Nm bij 3500 toeren/min | Van 1958 tot 1961 |
| B18A in PV544 Favoriet & Special | 1780 cm³ | 75 pk bij 4700 toeren/min | 145 Nm bij 2300 toeren/min | 85 pk bij 5000 toeren/min | 150 Nm bij 3000 toeren/min | Van 1961 tot 1965 |
| B18D in PV544 Sport | 1780 cm³ | 80 pk bij 5000 toeren/min | 140 Nm bij 3000 toeren/min | 90 pk bij 5000 toeren/min | 145 Nm bij 3500 toeren/min | Van 1961 tot 1965 |

### Versnellingsbakken
| Type | Aantal versnellingen                                            | Periode/toegepast in:                                        |
| ---- | --------------------------------------------------------------- | ------------------------------------------------------------ |
| H6   | 3 versnellingen, gedeeltelijk gesynchroniseerd (1e versn. niet) | Van augustus 1958 tot januari 1960 in PV544 Favorit          |
| M30  | 3 versnellingen, volledig gesynchroniseerd                      | Van januari 1960 tot oktober 1965 in PV544 Favorit           |
| M40  | 4 versnellingen, volledig gesynchroniseerd                      | Van augustus 1958 tot oktober 1965 in PV544 Special en Sport |

## Productie
De PV544A werd geïntroduceerd op 25 augustus 1958.

### Aanpassingen[1]
Per modelcode/per productiejaar:
Bij de jaarlijkse aanpassingen aan de modellen werd aan de modelnummers een volgletter toegevoegd. Deze letter is terug te vinden als laatste letter in het chassisnummer en dient intern in de Volvo-organisatie ter onderscheiding van de modellen. Bij aankoop van de auto kan men via deze letter in het chassisnummer, het bouwjaar en de uitvoering controleren.
| PV544A | Periode: augustus 1958 - juli 1960                                                                             |
| --- | --- |
| Veranderingen t.o.v. de PV444:                                                                                   | Bijzonderheden:                                                                                                |
| Grotere voorruit                                                                                                 | |
| Grotere achterruit                                                                                               | |
| Groter kofferdeksel                                                                                              | |
| Grotere achterlichten                                                                                            | |
| Nieuw bekleed dashboard                                                                                          | |
| Horizontale lintsnelheidsmeter                                                                                   | |
| Nieuw stuurwiel                                                                                                  | |
| Nieuwe achterzitting maakt de auto tot 5-zits                                                                    | Vermeld op het registratiebewijs                                                                               |
| Tevens werd de auto aangeboden als Special of Sport en was dan leverbaar met 4-versnellingsbak en een B16B-motor | Deze uitvoering maakt de auto toegankelijk op alle exportmarkten (vooral voor de Verenigde Staten van Amerika) |
| Productieaantal: PV544A: 99.495 st.                                                                              | |
| PV544B | Periode: augustus 1960 - juli 1961                                                                             |
| Veranderingen t.o.v. de PV544A:                                                                                  | Bijzonderheden:                                                                                                |
| Nieuwe geheel gesynchroniseerde 3-versnellingsbak                                                                | Type: M30 |
| Nieuwe voorstoelen                                                                                               | |
| Productieaantal: PV544A: 34.600 st.                                                                              | |
| PV544C | Periode: augustus 1961 - juli 1962                                                                             |
| Veranderingen t.o.v. PV544B:                                                                                     | Bijzonderheden:                                                                                                |
| B18 motor | Gelijk aan P1800 & Amazon                                                                                      |
| Modificatie aan voortrein en stuurinrichting                                                                     | |
| 12 volt elektrisch systeem                                                                                       | |
| Asymmetrisch dimlicht                                                                                            | |
| Veiligheidsgordels vóór standaard                                                                                | |
| Ruitensproeier wordt standaarduitrusting                                                                         | |
| De uitvoering "Standaard" wordt vervanger van de Favorit                                                         | |
| Productieaantal: PV544C: 37.900 st.                                                                              | |
| PV544D | Periode: augustus 1962 - juli 1963                                                                             |
| Veranderingen t.o.v. de PV544C:                                                                                  | Bijzonderheden:                                                                                                |
| Nieuwe wieldoppen                                                                                                | |
| Betere roestbescherming                                                                                          | |
| Productieaantal: PV544D: 27.100                                                                                  | |
| PV544E | Periode: augustus 1963 - juli 1964                                                                             |
| Veranderingen t.o.v. de PV544D:                                                                                  | Bijzonderheden:                                                                                                |
| Nieuwe hemelbekleding                                                                                            | |
| Groene instrumentverlichting                                                                                     | |
| Productieaantal: PV544E: 24.200 st.                                                                              | |
| PV544G | Periode: augustus - oktober 1965                                                                               |
| Veranderingen t.o.v. de PV544F:                                                                                  | Bijzonderheden:                                                                                                |
| Meer vermogen uit de B18D-motor: 95 pk.                                                                          | |
| Op 20 oktober rolt de laatste wagen van de band                                                                  | De auto wordt afgelost door de Amazon "Favorit"                                                                |
| Productieaantal: PV544G: 3.400 st.                                                                               | |
| Totaal productieaantal van alle modellen PV544: 243.996 st.                                                      | |

## Assemblage in Nederland[2]
In Nederland vond geen import plaats van Volvo's. De Volvo PV544 werd na het in 1957 staken van de assemblage van de PV444 bij firma Polynorm in Bunschoten, vanaf augustus 1958 geassembleerd door de Koninklijke Fabriek van Rijtuigen en Spoorwagens J.J. Beijnes N.V. in Beverwijk. De controle van de productie vond plaats door Niham N.V., de importeur van de assemblagedelen en leverancier van de Volvo's. Onderdelen, zoals de voor- en achterruiten, de banden en de accu's werden in Nederland vervaardigd. Na de assemblage werden de wagens voorzien van een typeplaatje met daarop het typenummer met als een na laatste cijfer een 9. Ook werd het type PV 121 (Amazon) bij Beijnes geproduceerd. De gezamenlijke productie liep tot 1962 en bedroeg 1044 stuks.